# Boulevard Ornano
Boulevard Ornano è una strada del XVIII arrondissement; collega rue Ordener ed il boulevard Ney. 

## Etimologia
La strada deve il suo nome a Philippe Antoine d'Ornano (1784-1863), maresciallo dell'Impero e zio di Napoleone. La strada viene solitamente indicata come Boulevard Ornano o d'Ornano.

## Storia
Il boulevard venne creato a partire dal 1863 nell'ambito di una serie di trasformazioni dell'abitato parigino che interessarono l'ultima parte del Secondo Impero francese. La strada attraversava l'antico abitato di Clignancourt, unito a Parigi nel 1860. La strada era una delle principali direttrici della città da nord, passando per la porte de Clignancourt.
Alle porte della metro Porte de Clignancour il celebre nemico pubblico numero uno francese Jacques Mesrine venne abbattuto dalla polizia francese il 2 novembre 1979.

## Luoghi notevoli

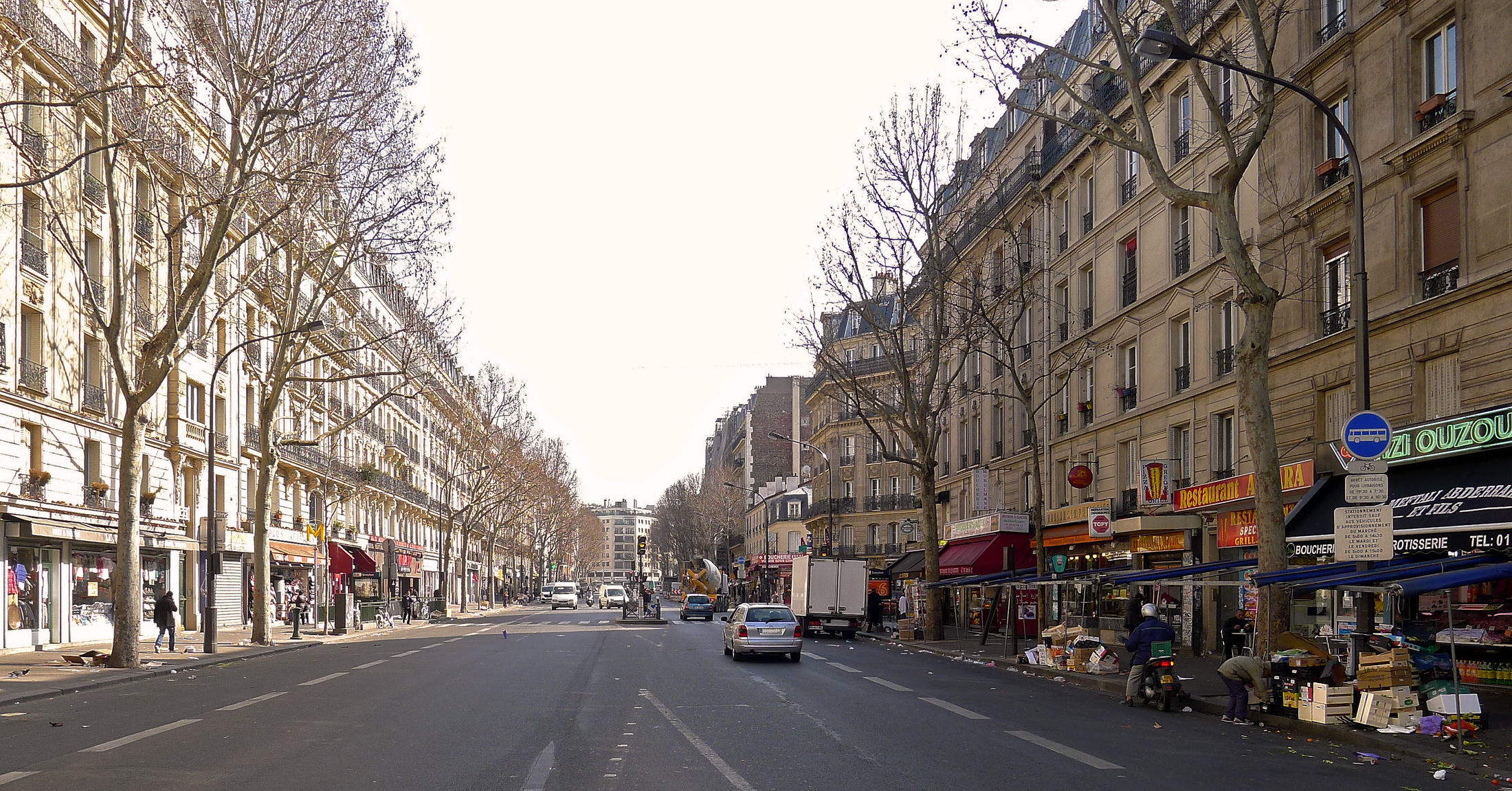
Vista del boulevard Ornano (verso la rue Ordener)

- n. 34 : sala di spettacoli, la Gaîté Parisienne, sale di boxe del « Paris Boxing Club » diretta da Philippe Roth[1].
- n. 43 : vecchio cinema Ornano 43, attivo dal 1908 al 1981, di cui rimane ancora la facciata datata agli anni '30 in stile Art déco realizzata dall'architetto Marcel Oudin[2].
- n. 61 : la villa Ornano.
- n. 81 : gare du boulevard Ornano, sul sito dell'antica Petite Ceinture.

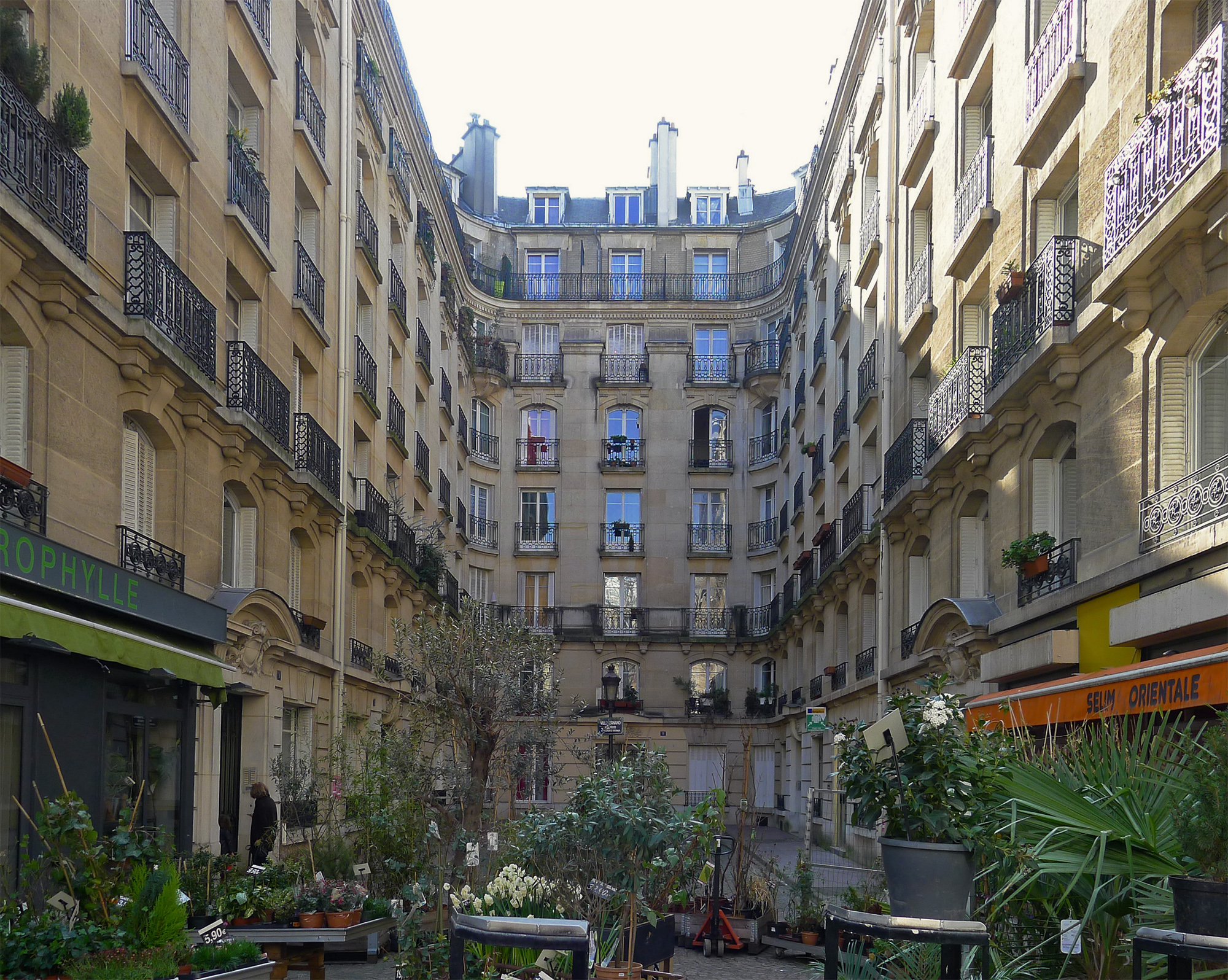
Un edificio tipico del boulevard

- Nei pressi della porte de Clignancourt, ovvero all'estremità nord del boulevard, si trovano numerosi hôtels; alcuni presentano architetture interessanti come quelli ai numeri 70 e 78.

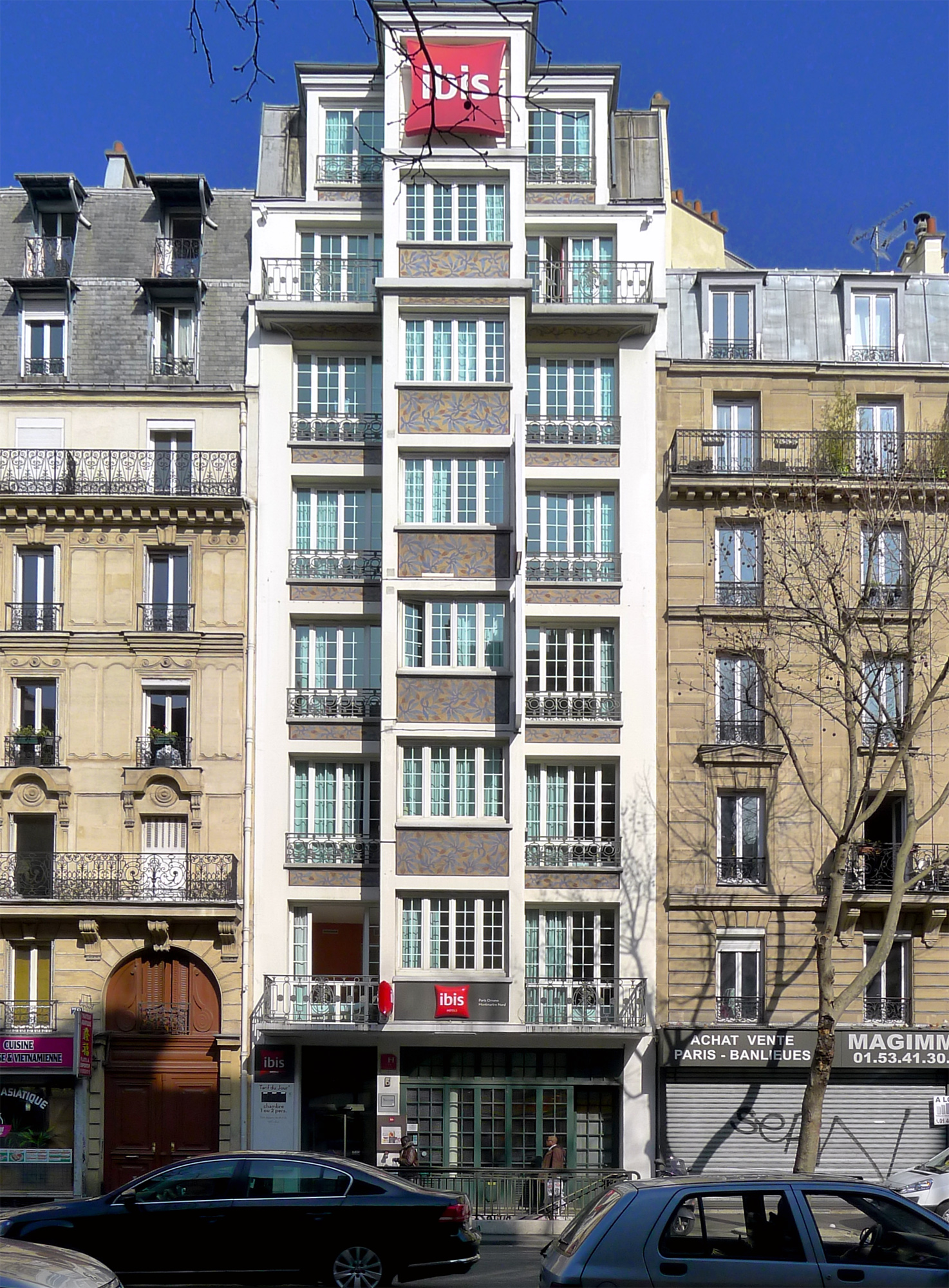
Il numero 70

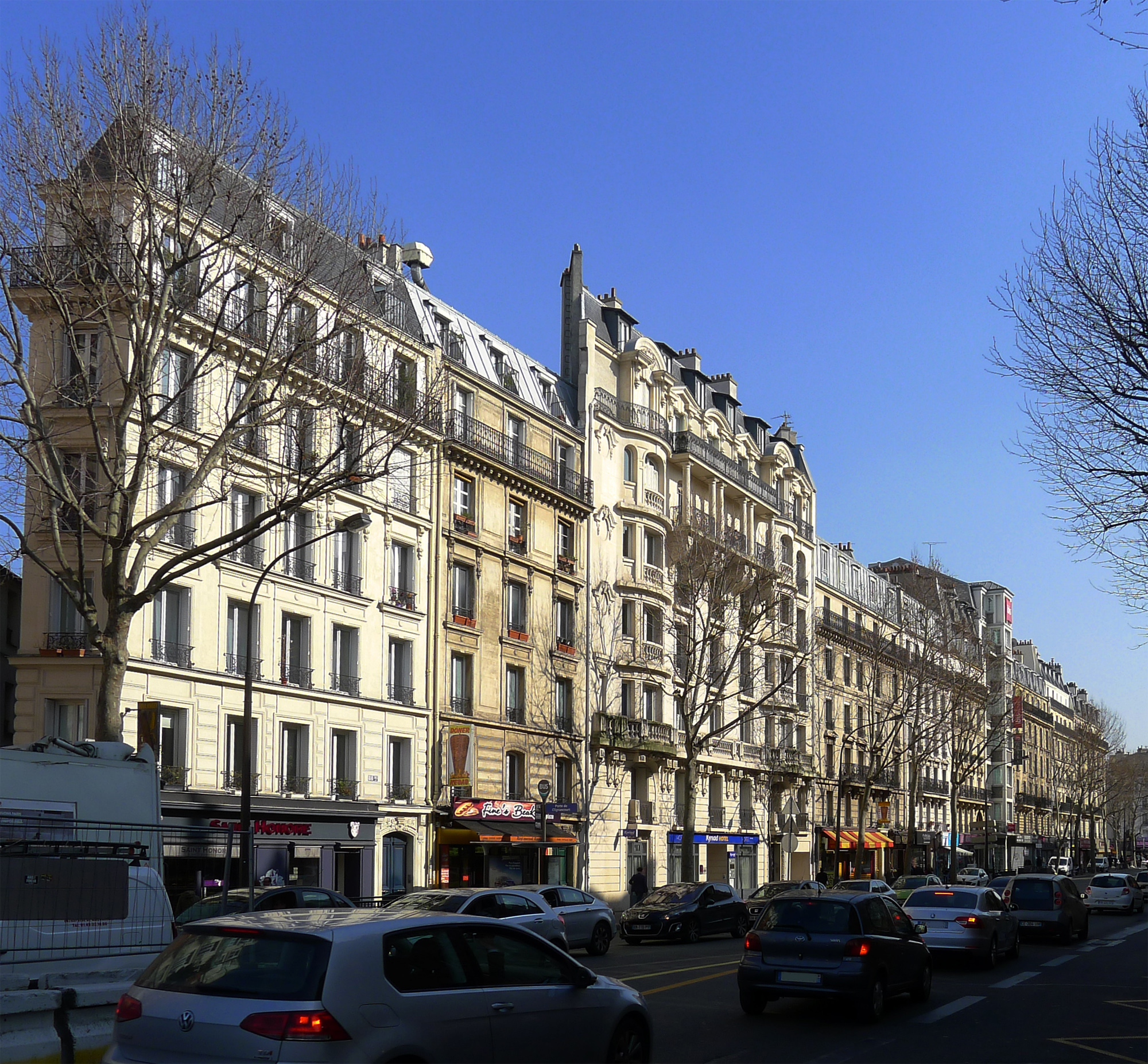
Il numero 78

### Fiction
Il boulevard Ornano e la zona della porta di Clignancourt occupano un posto di rilievo nel romanzo di Patrick Modiano, Dora Bruder, pubblicato nel 1997, il cui personaggio principale vive al n. 41 di questa via (divenuto il 39 bis).